# 산마르차노술사르노
산마르차노술사르노(이탈리아어: San Marzano sul Sarno)는 이탈리아 캄파니아주 살레르노도에 있는 코무네이다.

## 같이 보기
- 산마르차노 토마토